# Параньга
Параньга́ (рос. Параньга, марій. Поранча) — селище міського типу, центр Параньгинського району Марій Ел, Росія. Адміністративний центр Параньгинського міського поселення.

## Населення
Населення — 5985 осіб (2010; 6716 у 2002).